# Lopharcha
Lopharcha is een geslacht van vlinders van de familie bladrollers (Tortricidae), uit de onderfamilie Tortricinae.

## Soorten
- L. amethystas (Meyrick, 1912)
- L. angustior (Diakonoff, 1941)
- L. conia Diakonoff, 1983
- L. cryptacantha Diakonoff, 1974
- L. curiosa (Meyrick, 1908)
- L. chalcophanes (Meyrick, 1931)
- L. chionea Diakonoff, 1974
- L. deliqua Diakonoff, 1974
- L. ditissima Diakonoff, 1974
- L. erioptila (Meyrick, 1912)
- L. halidora (Meyrick, 1908)
- L. herbaecolor (Diakonoff, 1941)
- L. iriodis Diakonoff, 1976
- L. kopeki Razowski, 1992
- L. maurognoma Diakonoff, 1974
- L. orthioterma (Diakonoff, 1941)
- L. psathyra Diakonoff, 1989
- L. quinquestriata Diakonoff, 1941
- L. rapax (Meyrick, 1908)
- L. siderota (Meyrick, 1918)